# کیتس (ایندیانا)
کیتس (به انگلیسی: Cates) یک منطقهٔ مسکونی در ایالات متحده آمریکا است که در شهرستان فانتن، ایندیانا واقع شده‌است. کیتس ۱۹۵٫۹۹ متر بالاتر از سطح دریا واقع شده‌است.